# Manola Robles
Manola del Carmen Robles Delgado (1 de noviembre de 1948-3 de enero de 2021) fue una periodista chilena. Se dedicó a la cobertura de temas relacionados con la economía y la política, y fue reconocida por su trabajo en la Radio Cooperativa durante las décadas de 1980 y 1990.

## Carrera
En 1964 ingresó al Bachillerato en Humanidades en la Universidad de Chile, pasando a la carrera de periodismo, de la cual egresó en 1968. Sus primeros años como periodista trabajó en las radios Agricultura (1964-1967) y Chilena (1967-1969), y las revistas Revista Latinoamericana Nueva Plan (1965-1967) y Siete Días (1966-1967). Tras un paso por España, en 1970 trabajó brevemente en TVN y la Agencia Orbe, y desde ese año también se desempeñó en la redacción del periódico Las Noticias de Última Hora hasta el cierre de dicha publicación tras el golpe de Estado de 1973.

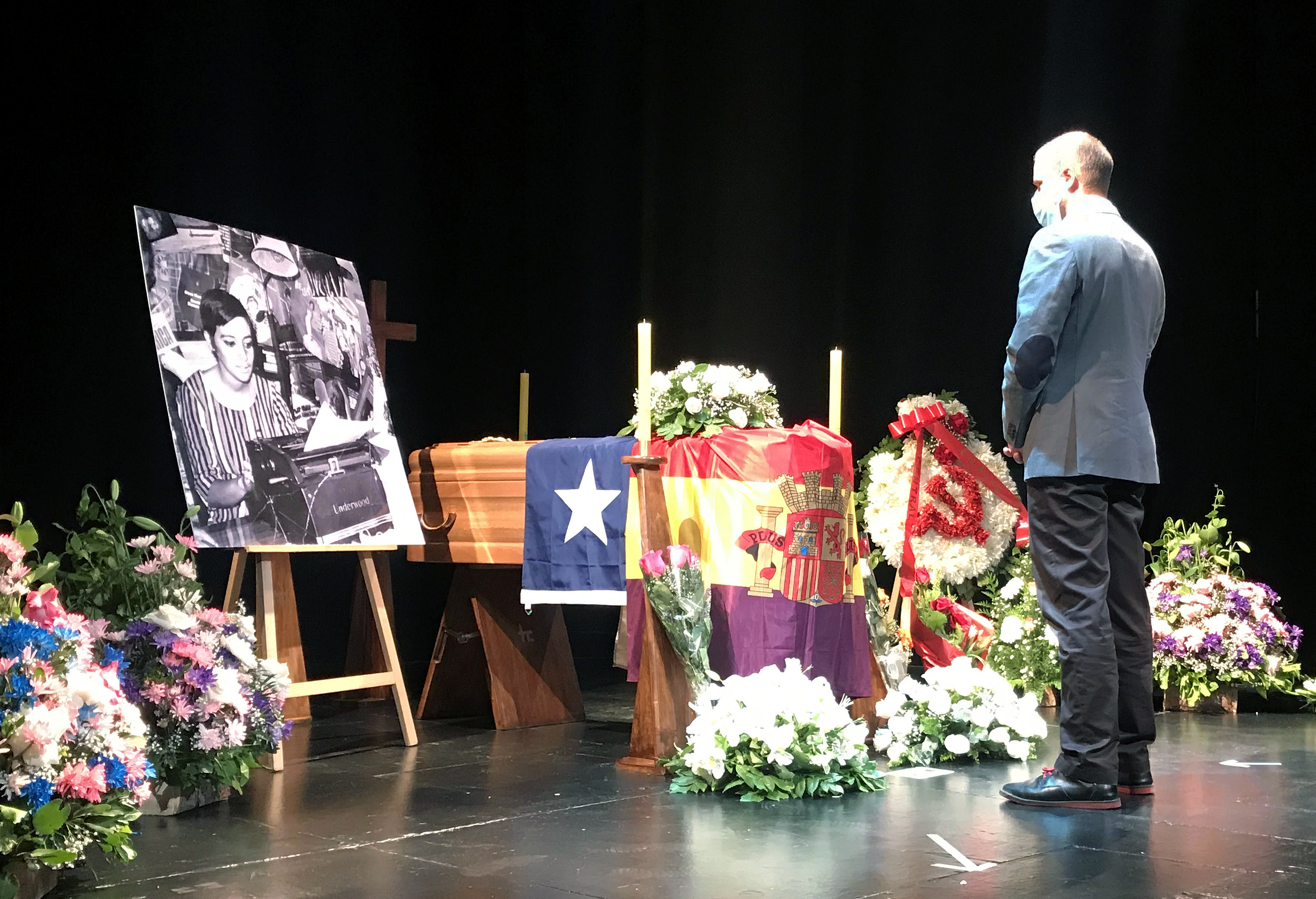
Capilla ardiente de Manola Robles. La bandera republicana española y la bandera chilena sobre su ataúd.

En 1979 ingresó a Radio Cooperativa, donde desarrolló gran parte de su carrera. En la emisora fue parte del equipo de Prensa, cubriendo economía y política, y tuvo un rol especialmente destacado durante la década de 1980, en plena dictadura militar, donde cubrió las jornadas de protesta contra la dictadura de Augusto Pinochet. Entre 1990 y 1994 cubrió las giras presidenciales de Patricio Aylwin, para quien trabajaría como asesora de prensa tras el término de su gobierno.
Paralelamente, trabajó en la revista Cauce (1986-1989), la agencia Reuters (1989-1994) y el diario Fortín Mapocho (1990-1992). Asimismo fue corresponsal de los periódicos mexicanos El Universal (1995-1996) y Milenio (1996-2000). Entre 1997 y diciembre de 2000 Robles editó y condujo la segunda edición de El Diario de Cooperativa.
Tras su salida de la Radio Cooperativa, entre 2001 y 2005, fue agregada de prensa en la embajada de Chile en Argentina. A su regreso a Chile, fue directora de Contenidos y Servicios Informativos en Radio W (2005-2006). Durante el primer gobierno de Michelle Bachelet fue agregada de prensa en la embajada de Chile en España. En Madrid también trabajó en la Agencia EFE y el diario Ya. Tras retornar a su país, en diciembre de 2010 regresó a la Radio Cooperativa, esta vez como editora de Opinión del equipo de Medios Digitales de la emisora, donde se desempeñó hasta su muerte en 2021. Su velorio se realizó en el Teatro Nacional Chileno.

## Premios y reconocimientos
Robles recibió numerosos premios en su carrera, entre ellos:
- II Premio Latinoamericano de Periodismo (1988)
- Premio Embotelladora Andina (1998)
- Personaje Radial Archi (1999)
- Premio Universidad La República (2004)
- Premio Universidad Las Condes
- Premio a la Trayectoria en el Periodismo Nacional
- Premio de la Sociedad Nacional de Minería (2012)[7]